# 日本とポルトガルの関係
日本とポルトガルの関係（ポルトガル語: Relações entre Japão e Portugal、英語: Japan–Portugal relations）では、日本とポルトガルの関係について概説する。なお、1581年から1640年まで、スペイン王がポルトガル王を兼ねている（ポルトガルの歴史参照）が、ポルトガルの統治機構などは維持されているため、本稿ではその時期も含めて記述する。

## 歴史

### 鎖国まで

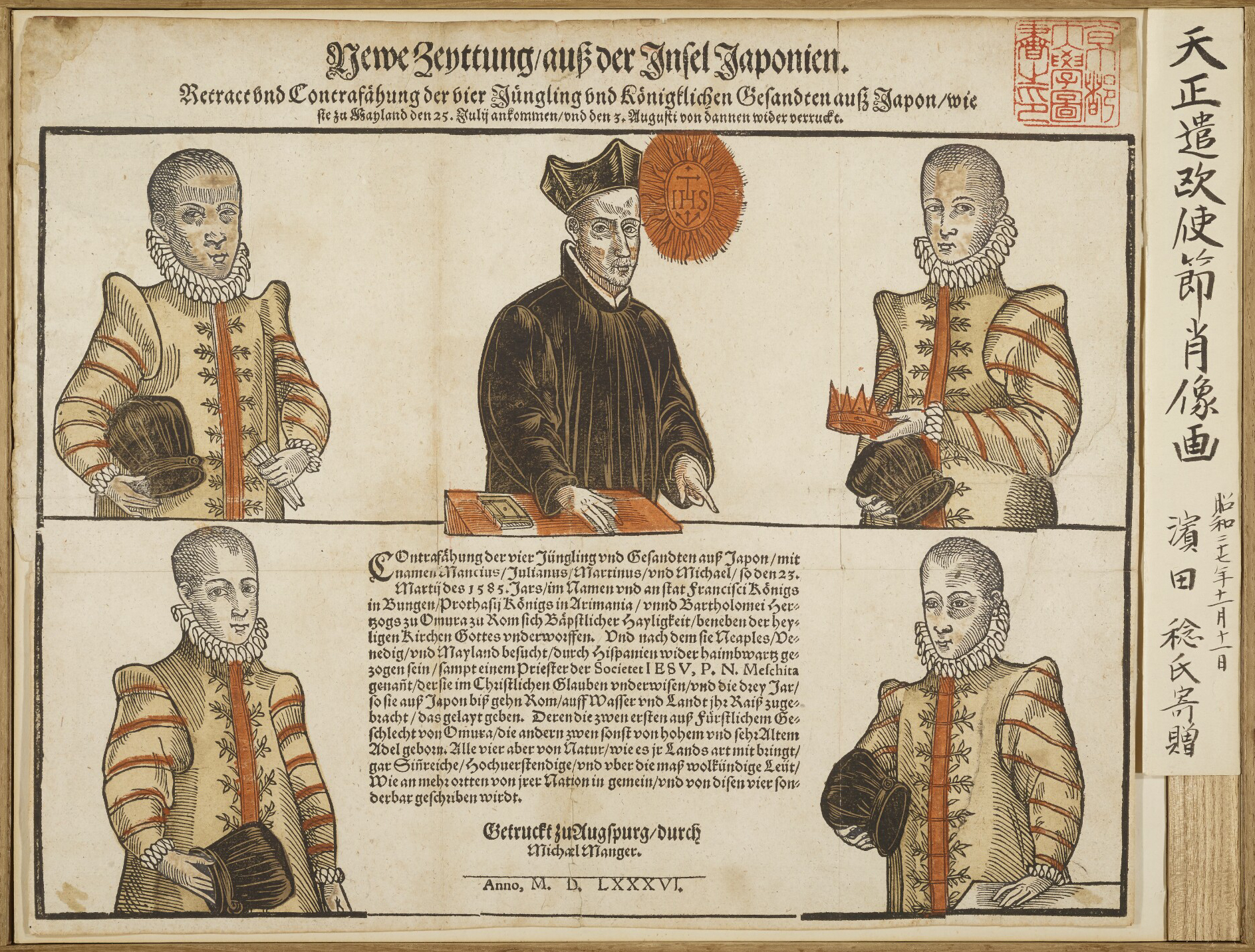
天正遣欧少年使節の来訪を伝える印刷物、1586年（京都大学図書館蔵）

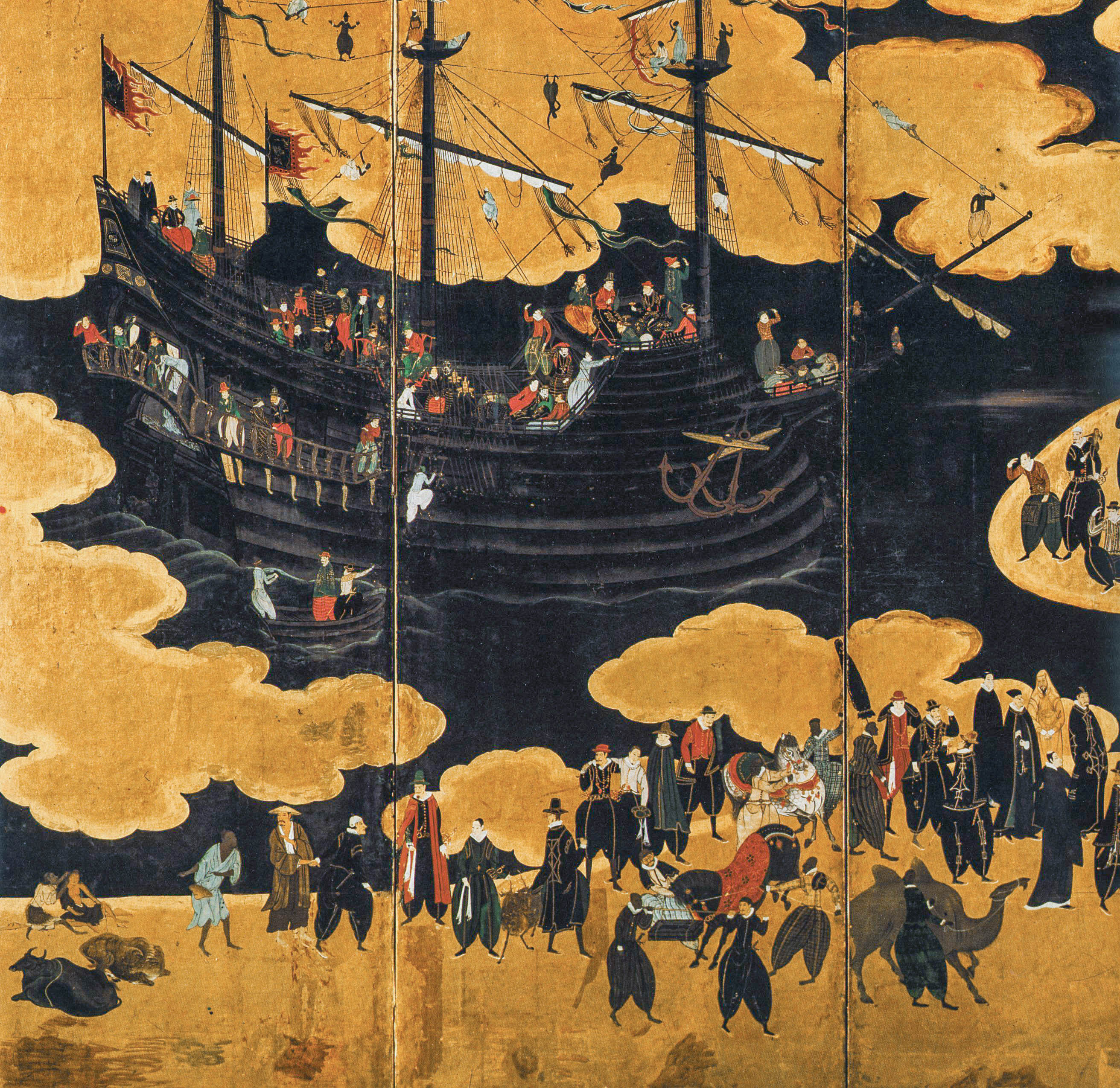
朱印船（狩野内膳画の南蛮屏風より）

大航海時代以後ポルトガルは積極的な海外進出とブラジル経営を中心として国力を伸長させ、16世紀初めには東南アジアへ進出し、日本近海へも活動域を広げ始めていた。1541年7月27日、ポルトガル船（あるいは明船）が豊後国神宮寺浦に漂着したのが日本へのポルトガル人の最初の上陸であったとされている（発見のモニュメント）。そして1543年、種子島へポルトガル商人が漂着し、鉄砲伝来が起こる。ポルトガルは当時、アジア地域へ植民地および貿易相手国を求め進出を行っており、日本との接触ののち通商を求める商人の動きが活発化した。また、貿易はキリスト教布教を伴って行われるものとの戦略があり、貿易商人と共に多くの宣教師も日本を訪れる事となった。1549年にはフランシスコ・ザビエルが日本を訪れキリスト教布教活動を行っている。その後、織田信長らの庇護のもと両国間で南蛮貿易が開始され、1557年にマカオの居留権を獲得したポルトガルは同地と九州を拠点としながら貿易を展開していった。ポルトガルからは多くの製品、文化が日本に流入していった一方、日本からは銀などがポルトガルへ流出した。同時に、九州を中心として宣教師によるキリスト教布教も行われ、キリシタン大名なども誕生し、天正遣欧少年使節の派遣なども行われた。
1603年には、『日葡辞書』がイエズス会によって長崎で発行された。4年以上の歳月をかけて編纂され、中世の日本語とポルトガル語を研究するうえでの貴重な資料となっている。
日本布教区布教長
1. フランシスコ・ザビエル（1549年 - 1551年）
2. コスメ・デ・トーレス（1551年 - 1570年）
3. フランシスコ・カブラル（1571年 - 1580年）

日本司教
1. セバスティアン・モラーレス（1588年 - 1593年）
2. ペドロ・マルティンス（1593年 - 1598年）
3. ルイス・セルケイラ（1598年 - 1614年）

しかし1587年には豊臣秀吉によってバテレン追放令が出され、ポルトガルに宣教師の退去と貿易の自由を宣告する文書が手渡された。江戸時代に入っても徳川家康によってこの政策は踏襲されている（1614年のキリスト教禁止令）。家康の晩年には、ポルトガル人の寄港地は平戸と長崎に制限された。1620年には平山常陳事件が起き、幕府のキリスト教に対する不信感は決定的なものとなった。幕府は、当時ポルトガルと同君連合にあったスペインとの関係を断ち切り、マカオに対して宣教師を乗船させないように要求した。
しかしそれでも宣教師は日本人への布教をあきらめなかった。日本とスペイン、ポルトガルの主権が及ばない東南アジアの日本町へ渡航して日本人への布教を行い、朱印船を利用してキリシタンを日本に送り込む方針をとった。中には商人や船乗りに変装し、朱印船を利用して日本に侵入する宣教師もいた。この状況を重く見た幕府は、徳川家光の親政が始まったのち、1633年から1636年にかけて、朱印船貿易やヨーロッパ諸国、中国人との貿易の管理・統制を担っていた長崎奉行を2人の旗本から任命し、新しい奉行がポルトガル船の来航する時期に合わせて長崎に赴任する際に、奉行の職務に関する通達(「鎖国令」)を発布し、禁教と国際紛争の回避を徹底させようとした。1635年の通達(「第3次鎖国令」)では、日本人の東南アジアおよび日本町への渡航が全面的に禁止され、1636年の通達(「第4次鎖国令」)では、貿易に関係のないポルトガル人およびその家族がマカオへ追放され、他のポルトガル人も長崎の出島に隔離された。
出島を建設した時点では、幕府はポルトガルの追放を考えていなかった。しかし1637年に島原の乱が起こると、キリスト教徒の結束を恐れた幕府は布教を行う可能性のあるポルトガルとの貿易を取りやめることとし、1638年にマカオから江戸に派遣されたカピタン・モールの将軍への謁見を拒否した。しかし現実には、マカオからもたらされる中国産の生糸や絹織物などに大きく依存していたために、幕府はポルトガルとの貿易の途絶をためらった。
しかし、1639年に幕府はオランダ商館長のフランソワ・カロンから聞き取りを行い、当時オランダが統治していた台湾経由で中国産の生糸や絹織物を輸入できることを確認した。そのためポルトガルとの貿易を途絶しても支障がないことを確認した幕府は、同年に長崎奉行や九州地方の大名などに、ポルトガル船の入港の禁止や沿岸警備体制の構築を目的とした通達(「第5次鎖国令」)を発布し、ポルトガルとの関係を断絶した。1640年にはマカオから日本へ貿易再開を嘆願する使節が派遣されたが、全員捕えられ処刑されている。
「鎖国」中は日本とポルトガルは直接的な接触を行うことは無かったが、東南アジア各地に残された日本人町ではポルトガル人との交易も暫くの間続いた。また、オランダ風説書などのオランダ人によってもたらされた情報によってポルトガルとスペインの動向はある程度江戸幕府も把握しており、英国船リターン号が1673年に貿易再開を求めて来航した際には、事前に英国王がポルトガル女王と結婚した事実なども把握していた。

#### ポルトガルによる日本人奴隷貿易
16世紀のポルトガルにおいて中国人奴隷（人種的な区別の文脈であるため日本人奴隷も含む）の数は「わずかなもの」であり、東インド人、改宗イスラム教徒、アフリカ人奴隷の方が圧倒的に多かった。ポルトガルの奴隷貿易については、歴史家の岡本良知は1555年をポルトガル商人が日本から奴隷を売買したことを直接示す最初の記述とし、これがイエズス会による抗議へと繋がり1571年のセバスティアン1世 (ポルトガル王) による日本人奴隷貿易禁止の勅許につながったとした。岡本はイエズス会はそれまで奴隷貿易を廃止するために成功しなかったが、あらゆる努力をしたためその責めを免れるとしている。
1543年にポルトガル人が日本に初上陸した当初から、奴隷貿易は始まっていたと見られている。ポルトガル本国を含む海外の様々な場所で日本人は奴隷として売りつけられ、それは大規模な奴隷交易へと発展した。ポルトガルの奴隷貿易に関しては少数の中国人や日本人等のアジア人奴隷の記録が残されているが、具体的な記述は『デ・サンデ天正遣欧使節記』と『九州御動座記』に頼っている。いずれの記録も歴史学の資料としては問題が指摘されている。
日本におけるポルトガルの奴隷貿易を問題視していた宣教師はポルトガル商人による奴隷の購入を妨げるための必要な権限を持たなかったため、永代人身売買をやめさせて契約期間を定めた年季奉公人とするように働きかけが行われた。一部の宣教師は人道的観点から隷属年数を定めた短期所有者証明書（schedulae）に署名をすることで、より大きな悪である期間の定めのない奴隷の購入を阻止して日本人の待遇が永代人身売買から年季奉公に改善するよう介入したとされている。マテウス・デ・クウロス等の宣教師らによって、こうした人道的介入であっても関与自体が誤りであったとの批判が行われ、1598年以降、宣教師の人道的な関与についても禁じられた。
龍谷大学の教授であった池本幸三によると、天正10年（1582年）ローマに派遣された天正遣欧少年使節団は、モザンビークや欧州など世界各地で多数の日本人が奴隷の境遇に置かれている事実を目撃し衝撃を受けている。豊臣秀吉の言を伝える『九州御動座記』には、「バテレン（キリシタン）どもは、諸宗を自分達のキリスト教に引き入れ、それのみならず男女数百の日本人を黒舟へ買い取り、手足に鉄の鎖を付けて舟底へ追い入れ、地獄の苦しみ以上に、生きながらに皮をはぎ、あたかも畜生道の有様である」との記述を引用した。池本幸三は同座記には当時の日本人奴隷の境遇が記録されているが、黒人奴隷の境遇とまったくといって良いほど同等であったと主張していた。
龍谷大学の教授であった池本幸三の主張によると日本人の奴隷は黒人奴隷との境遇と同じであったしているが、黒人奴隷の生活は、多くの点で白人の下層階級の生活と似ていた。白人と同じ服装、食事、仕事をし、同じ言葉を話し始め、ファーストネームで呼び合う等、ほとんどの奴隷は自分たちの状況に納得していたようである。しかし彼らは同じ法律、宗教、道徳の規範に従うことを期待されていた。奴隷の所有者は取得から6ヶ月後に洗礼を受けさせる義務があったが、10歳以上の奴隷（年季奉公人を含む）は洗礼を拒否することができた。洗礼は社会的包摂の一形態であり、洗礼をうけることでポルトガル王室と教会法の管轄に服し保護をうけることができた。
ポルトガルでは残酷な行為は非常にまれであり、全体として公平に扱われていた。そのため、黒人奴隷が主人のもとから逃げ出すことはほとんどなかったと考えられている。ポルトガルにおける奴隷制度は、同化のしやすさや衣食住を含めた公平な待遇をうけ、また多くの黒人奴隷は、長年の忠実な奉仕と引き換えに自由を手に入れることができたが、外部からの雇用で得た賃金の一部で自由を購入する法的権利を行使することが一般的であった。
ポルトガルの奴隷制度では、奴隷は時には粗末に扱われることもあったが、ほとんどの場合、奴隷は公平に扱われ、多くの場合、自由民よりも良い扱いを受けていた。奴隷はカトリックに改宗し、言葉を覚え、クリスチャン・ネームを名乗ることによって、すぐにポルトガル社会の一員となった。ポルトガルには多くの黒人奴隷がいたが、彼らの経済的役割は非常に小さく、反社会的団体に組織されてプランテーションで働くということはほとんどなかった。最新の研究ではアジア人の奴隷は南米のプランテーションで働く黒人奴隷に比べて、より穏やかな家事奴隷として見直す動きがある。
マカオではほとんどの奴隷はアフリカ出身であり、アジア出身の奴隷も少数いたとされる。

### 開国後
マシュー・ペリーの黒船来航によって1854年に日米和親条約、1858年に安政五カ国条約が結ばれ日本が開国すると、1860年8月3日にポルトガルも日本と日本国葡萄呀国修好通商条約を調印し、215年ぶりに通商が再開されるとともに、正式な外交関係が結ばれることとなった。この時期にはポルトガルはかつてのアジア植民地を既に大部分失っており、アジアでの経済・貿易活動は専らマカオとポルトガル領ティモールを中心に行われるようになった。
第一次世界大戦では、日本とポルトガルは連合国陣営としてともに参戦している。1922年のワシントン会議には日葡両国を含めた9カ国が出席し、ともに九カ国条約を批准した。1932年、リスボンに日本公使館が開館した。
第二次世界大戦が始まるとポルトガルは中立を宣言したが、日本軍にティモール島を占領され、自国への攻撃拠点となることを恐れたオーストラリア、及び周辺の権益（オランダ領東インド）を保有するオランダによってポルトガル領ティモールは保障占領される。一方香港やオランダ領東インドを占領した日本軍は、当初は中立を謳ったポルトガル領には侵攻しなかったが、ポルトガル政府の黙認の元1942年には日本軍がティモール島全島を掌握し、終戦までの3年間日本による支配が行われた。この間外交関係は一時途絶している。

### 戦後
1952年に日本はサンフランシスコ平和条約発行により主権を回復し、翌1953年に日本とポルトガルは外交関係を回復した。同年にポルトガルが日本（東京）に、1954年には日本がポルトガル（リスボン）に公使館を再び設置した。以後、ポルトガルはアントニオ・サラザール独裁体制（エスタド・ノヴォ）からカーネーション革命を経て民主化と欧州共同体(EC)加盟へと大きく変化し、マカオ返還や東ティモール独立などでアジアでの領土もすべて失ったが、日本との友好関係は安定している。
1993年にはポルトガル人種子島来航（鉄砲伝来）450周年記念行事が行われてマリオ・ソアレス大統領が日本を訪問し、2010年には19世紀以来の両国修好150周年を記念してポルトガル映画祭などが開催された。

## 経済関係
16-17世紀と異なり、現在の両国関係が互いの政治状況に与える影響は小さく、経済関係も比較的小規模である。2010年のドル建て貿易額は日本からの輸出が4億7985万8000ドル、ポルトガルからの輸出が2億7063万5000ドルで、日本側の大幅な輸出超過であるが、対ポルトガル輸出が日本の全輸出額に占める割合は0.06%に過ぎず、日本の輸入に占めるポルトガルからの輸出は0.04%である。EU加盟27カ国に絞っても、ポルトガルは日本にとって輸出額で18番、輸入額で19番目の相手国に留まっている。ポルトガルの全輸出入に占める対日貿易のシェアは2009年で約0.5-0.6%で、EU域内の貿易が輸出入とも全体の約74%を占める中での対日貿易の寄与は小さい。日本からの輸出は乗用・貨物自動車や自動車部品、電気機器のシェアが高く、ポルトガルからは乗用自動車や衣料品、加工トマト、コルクなどが主に輸出される。特に天然コルクは日本で高いシェアを持っている。
その中、日産自動車が2011年2月に電気自動車用のリチウムイオン電池生産工場をポルトガルのアヴェイロで着工した。これはルノーのトランスミッション組立工場の敷地内に置かれ、2012年12月からの生産を予定しており、欧州日産自動車が約175億円を投資する大型商談となっている。

## 文化交流
日本の鎖国以後両国の経済関係は小さくなったが、文化、学術面では比較的大きなつながりが特に日本国内にある。ポルトガルは日本と最初に直接交渉を持ったヨーロッパの国家で、当時に移入された文物はボタンやタバコや和菓子など、今でもポルトガル語起源の名前で呼ばれ日本社会に定着している。学術面でも、イエズス会宣教師のルイス・フロイスは『ヨーロッパ文化と日本文化』、『フロイス日本史』など、戦国時代の日本を窺い知ることができる貴重な記録を残している。その他に特筆されるべき人物として、江戸時代の鎖国を経た19世紀の日本開国後、1899年から1929年まで日本で暮らし、徳島で没した外交官のヴェンセスラウ・デ・モラエスは多くの日本、及び日本人に関する随筆を残している。山口県の一部（周南市など）には、煙草谷（たばこだに）というポルトガル語起源の名字が存在する。
また、ポルトガルの旧植民地で現在でもポルトガル語を公用語とするブラジルにも19世紀末から多くの日本人移民が渡り、1980年代からその子孫である日系ブラジル人が日本の製造業工場に労働者として渡った事から、日本人がポルトガル語と接する機会は増えた。1993年に発足した日本プロサッカーリーグ（Jリーグ）には多くのブラジル人選手が参加し、ボランチなどのサッカー用語も日本に定着した。他にも音楽や格闘技などでブラジルやポルトガルの文化が日本に紹介され、ファドは日本にも愛好者がいる。なお、ブラジルポルトガル語とポルトガル本国の言語（イベリアポルトガル語）は発音や語彙の違いが指摘され、日本で教えられるポルトガル語の多くはブラジル系であるが、意思疎通自体には概ね問題はないため、ポルトガル人にも通じる。

## 年表
- 1541年 - 豊後国にポルトガル船が漂着。
- 1543年 - 種子島にポルトガル船が漂着。日本に鉄砲が伝えられたとされる。
- 1549年 - フランシスコ・ザビエル来日し、キリスト教が伝えられた。
- 1556年 - ポルトガルと大友氏との外交関係が成立。
- 1557年 - ポルトガル、マカオでの永久居住権を明より獲得。
- 1560年 - 足利義輝によるガスパル・ヴィレラへの京におけるキリスト教宣教許可制札。
- 1563年 - ルイス・フロイス来日。
- 1571年 - ポルトガル国王セバスティアン1世 によって、正当な理由なしに日本人を奴隷拘束することを禁止する勅令が出される。
- 1576年 - 大友宗麟にポルトガルより日本初の大砲が贈られる。
- 1580年 - ポルトガルがスペインとの同君連合へ移行（スペインによる統治）。
- 1582年 - 天正遣欧少年使節、長崎を出発。
- 1587年 - 豊臣秀吉が発したバテレン追放令により、ポルトガル宣教師の退去と貿易の自由を宣告する文書が手渡される。
- 1613年 - 江戸幕府（徳川家康）によるキリスト教禁教令が日本全国に発布。
- 1620年 - 平山常陳事件。
- 1636年 - 将軍徳川家光による第4次鎖国令により、ポルトガルの日本における貿易は出島に制限される。
- 1639年 - 第5次鎖国令でポルトガル船の入港を完全に禁止される。
- 1640年 - ポルトガル使節がマカオから長崎に来航するも、幕府は来航者を全員処刑。ブラガンサ王朝が成立しポルトガル王国が独立を回復。
- 1647年 - ポルトガル国王ジョアン4世、貿易再開のための使節を日本に派遣。
- 1649年 - ポルトガル使節が長崎に来航するも、幕府は貿易を拒絶。
- 1685年 - ポルトガル船、日本人漂流民を長崎に返還するが、貿易再開は拒否される。
- 1860年 - 8月3日、江戸幕府とポルトガル王国との間で日葡和親条約・日葡修好通商条約締結。正式な外交関係が結ばれる。
- 1862年 - 文久遣欧使節がリスボンに立ち寄る。
- 1866年 - 在日ポルトガル公使館が設置。
- 1868年 - 明治維新。明治新政府はポルトガルを含む諸外国との外交関係を継承。
- 1910年 - ポルトガルで1910年10月5日革命。王制廃止、ポルトガル第一共和政成立
- 1914年 - 第一次世界大戦（-1918年）。日本（大日本帝国）が連合国側で参戦。
- 1916年 - ポルトガルが連合国側で参戦。東京外国語学校に葡語学科が設立（現在の東京外国語大学ポルトガル語専攻）。
- 1922年 - ワシントン会議にて九カ国条約締結。
- 1924年 - 連合国賠償委員会最高会議。
- 1932年 - ポルトガル、国際連盟のリットン調査団報告書に賛成。反対した日本は国際連盟を脱退。ポルトガルでアントニオ・サラザール独裁体制発足（エスタド・ノヴォへ）。在葡日本公使館設置。
- 1937年 - ブリュッセル国際会議。
- 1939年 - 第二次世界大戦勃発。両国は中立を宣言するが、日本はナチス・ドイツ寄り、ポルトガルはイギリス寄りの政策を取る。
- 1941年 - ポルトガル、日本に対して資産凍結を含む経済制裁を実施。太平洋戦争勃発で日本が枢軸国側で参戦。ポルトガル植民地の東ティモールはオランダ軍（オランダ領東インド軍）とオーストラリア軍が保障占領。
- 1942年 - 日本、オランダ・オーストラリア両軍を破ってティモール島全島を占領。ポルトガルは日本による占領を黙認しつつ、中立を維持。
- 1943年 - 日本、マカオを保護領化。
- 1945年 - 日本が降伏し第二次世界大戦終結。ティモールを占領した日本軍は武装解除され、マカオと東ティモールでポルトガルによる植民地支配が復活。
- 1953年 - 日本（日本国）とポルトガルが国交回復。
- 1959年 - 在葡日本公使館が大使館へ昇格。
- 1968年 - 日本で社団法人日本ポルトガル協会が設立[64]。
- 1970年 - 作家の檀一雄、リスボン北方のサンタ・クルス(pt:)に滞在（-1972年）。
- 1974年 - ポルトガルでカーネーション革命。新政府は全海外植民地からの撤退を決定するが、マカオの統治は継続。
- 1975年 - 東ティモール、ポルトガルから独立宣言。直後にインドネシア軍が侵攻し占領（東ティモール紛争）。ポルトガルは占領を非難したが、日本は事実上黙認。
- 1981年 - ポルトガルでポルトガル－日本友好協会が設立。
- 1986年 - ポルトガル、欧州共同体(EC)加盟。ロザ・モタ、東京国際女子マラソンで優勝。
- 1989年 - 昭和天皇の大喪の礼のためマリオ・ソアレスがポルトガルの大統領として初の訪日。
- 1993年 - ポルトガル、欧州連合(EU)発足に参加。日葡交流450周年。ソアレス大統領が訪日。
- 1996年 - 『現代ポルトガル語辞典』刊行（池上岑夫、金七紀男など）。カルロス・ケイロス、日本プロサッカーリーグ（Jリーグ）の名古屋グランパスエイト監督に就任（-1997年）。
- 1998年 - リスボン国際博覧会（海洋博）のため明仁天皇と美智子皇后がポルトガルを訪問（天皇・皇后による初のポルトガル訪問）。元ポルトガル代表のパウロ・フットレ、Jリーグの横浜フリューゲルスに入団（同年退団）。
- 1999年 - ポルトガル、マカオを中華人民共和国へ返還。アジアでのポルトガル領が事実上消滅[65]。
- 1999年 - ポルトガル、ユーロ導入。
- 2002年 - W杯日韓大会。ポルトガル代表は本大会の3試合を全て韓国で行い、来日せず。大会後、廣山望がポルトガルサッカーリーグ（スーペル・リーガ）初の日本人選手としてSCブラガに入団（-2003年）。
- 2005年 - ポルトガル、愛・地球博に参加し、ジョルジェ・サンパイオ大統領が訪日。
- 2011年 - アルガルヴェ・カップ2011にサッカー日本女子代表が初参加（3位）。

## 外交使節

### 駐日ポルトガル大使館
- 住所：東京都港区西麻布三丁目6-6
- アクセス：東京メトロ日比谷線広尾駅3番出口

### 駐日ポルトガル大使
- マヌエル・ロドリーゲス・デ・アルメイダ・コウティニョ（1972-1974年、信任状捧呈は2月18日[66]）
- フランシスコ・マヌエル・ダ・フォンセカ・シャヴィエル・エステヴェス（2015-2021年、信任状捧呈は1月15日[67]）
- （臨時代理大使）ティアゴ・デ・ブリット・ペネード（2021-2022年）
- ヴィットル・パウロ・ダ・コスタ・セレーノ（2022-2024年、信任状捧呈は4月26日[68]）
- （臨時代理大使）ティアゴ・デ・ブリット・ペネード（2024年-）